# Université d'État d'Erevan
L'université d'État d'Erevan (en arménien Երևանի Պետական Համալսարան) est une université située à Erevan, la capitale de l'Arménie. Fondée le 16 mai 1919, elle est inaugurée à Alexandropol (Gyumri) le 31 janvier 1920, avant d'être transférée à Erevan à l'automne suivant.
En 2008, elle compte 20 facultés et plus de 13 000 étudiants. Les cours y sont donnés en arménien ainsi qu'en russe et en anglais pour les étudiants étrangers. L'année académique débute le 1er septembre et se termine le 30 juin. Initialement appelée « université populaire d'Erevan », l'université est tout d'abord située dans l'actuelle rue Abovyan. Ses locaux sont à présent installés rue Manoogian. Une branche de l'université est en outre installée à Idjevan depuis 1994.

## Facultés
- Sciences exactes
  - Faculté de biologie
  - Faculté de chimie
  - Faculté d'informatique et de mathématiques appliquées
  - Faculté de géographie
  - Faculté de géologie
  - Faculté de mathématiques et de mécaniques
  - Faculté de physique
  - Faculté de radiophysique
- Sciences humaines
  - Faculté de philologie
  - Faculté d'économie
  - Faculté d'histoire
  - Faculté de droit
  - Faculté des relations internationales
  - Faculté d'études orientales
  - Faculté de philosophie et de psychologie
  - Faculté de sociologie
  - Faculté des langues romanes et germaniques
  - Faculté de philologie russe
  - Faculté de journalisme
  - Faculté de théologie

## Galerie d'images

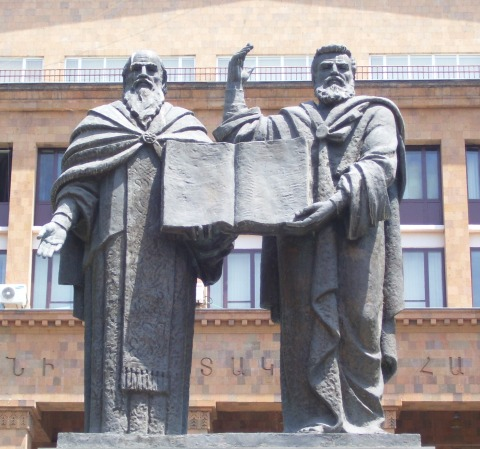
Statue représentant Mesrop Machtots et Sahak Ier Parthev, sculptée par Ara Sargsyan.
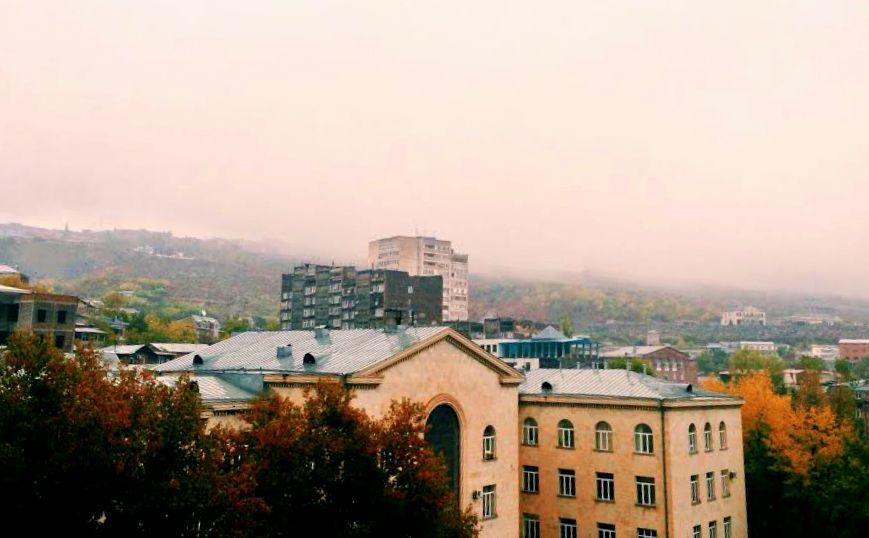
Faculté de biologie.
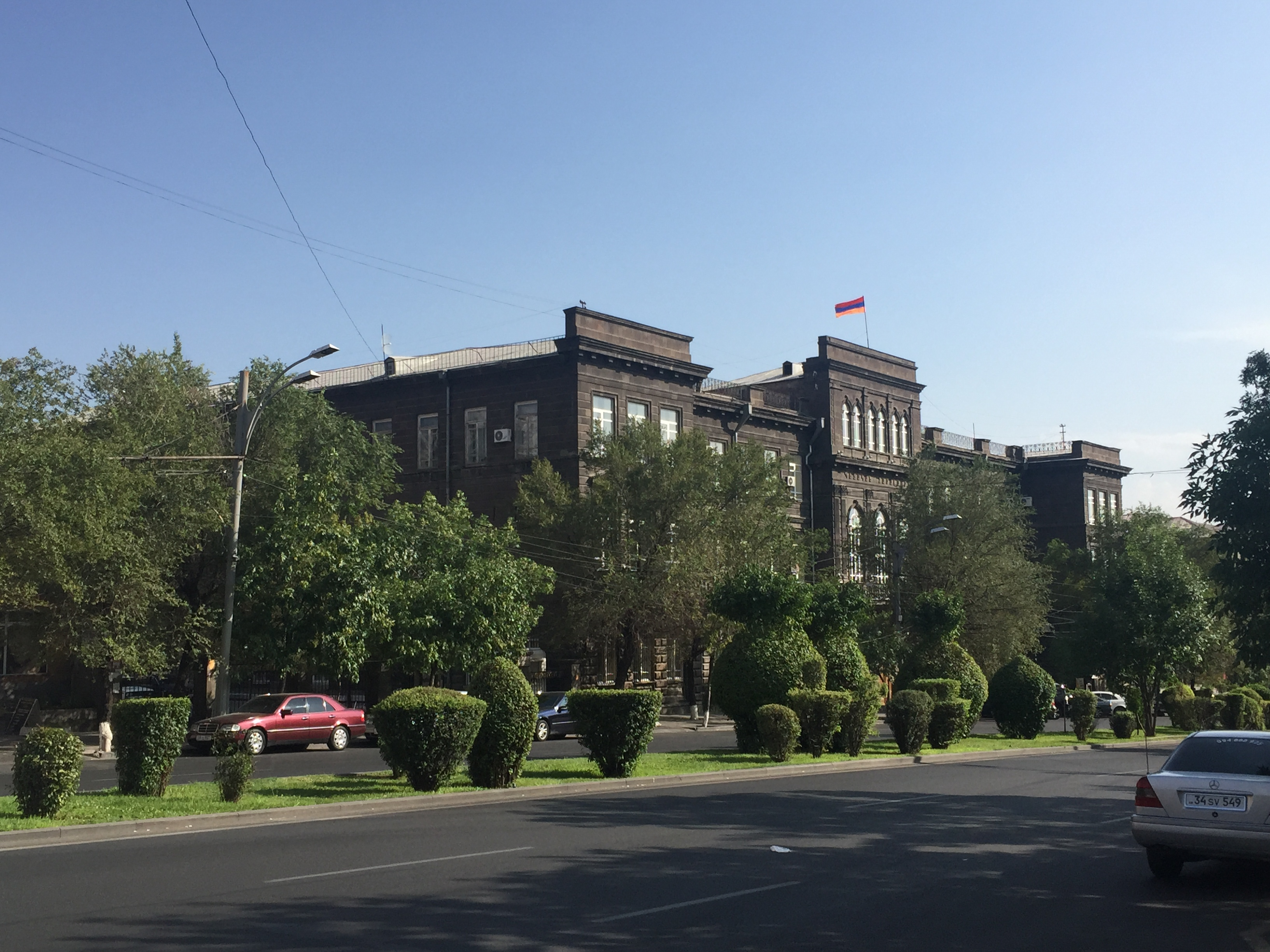
Le vieux bâtiment.

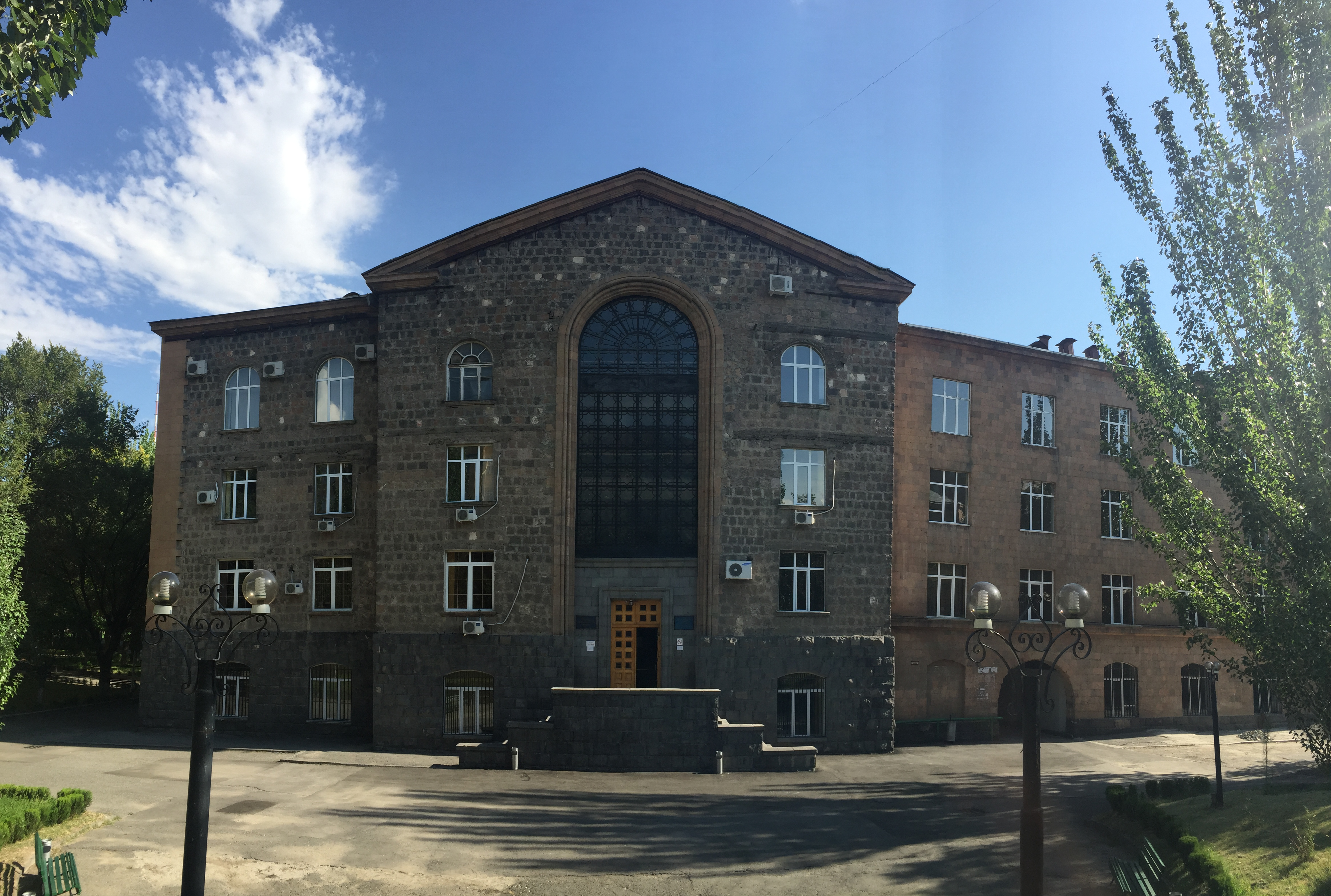
La faculté de droit.
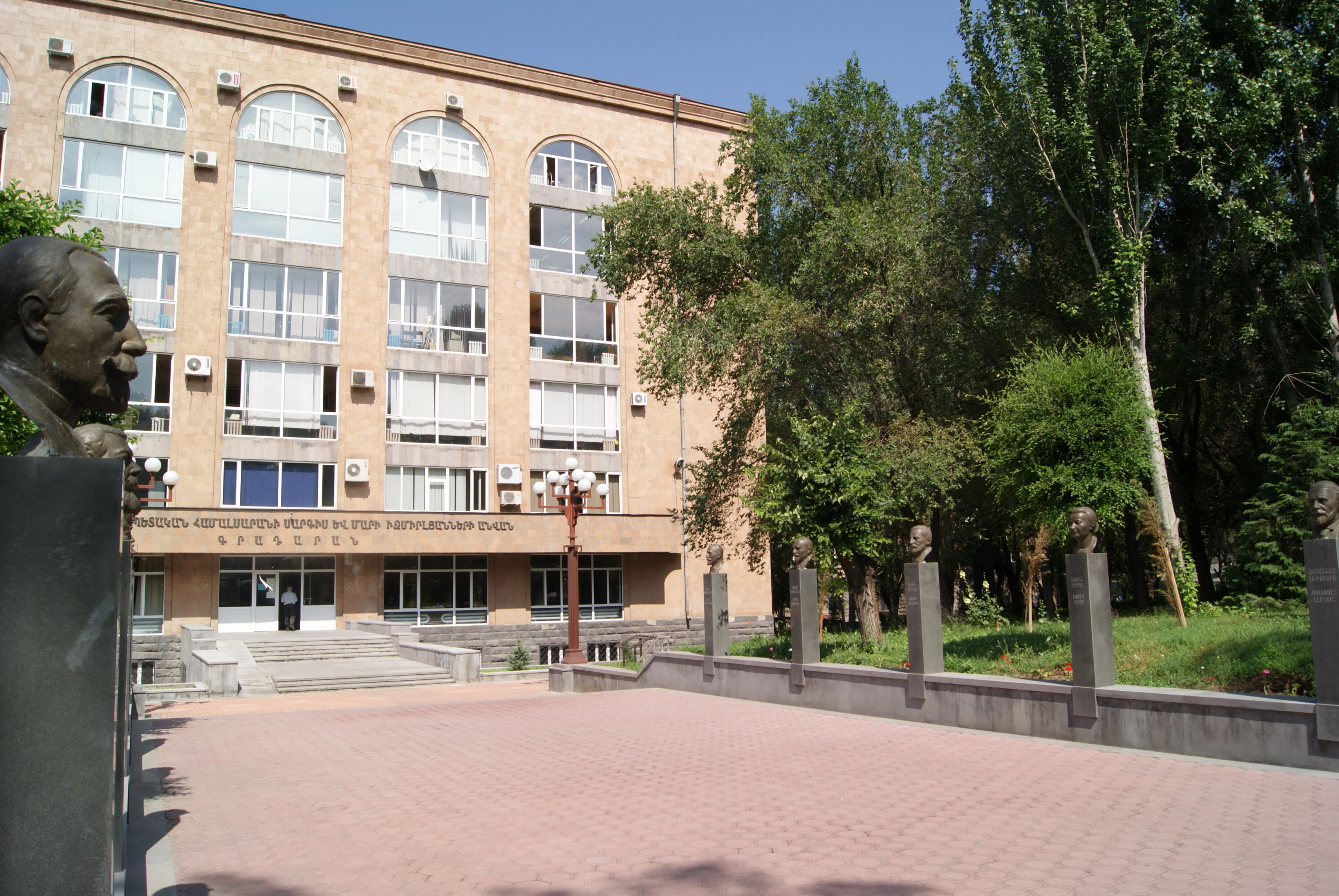
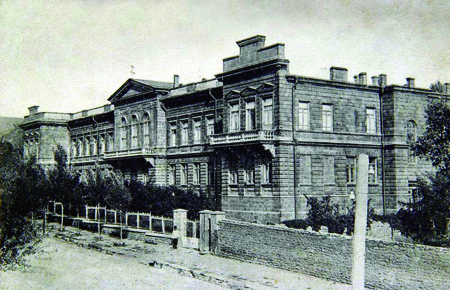
Le premier bâtiment en 1921.